# Metropolija Regina
Metropolija Regina je rimskokatoliška metropolija s sedežem v Regini (Kanada); ustanovljena je bila leta 1915.
Metropolija zajema naslednje (nad)škofije:
- nadškofija Regina,
- škofija Prince-Albert in
- škofija Saskatoon.

## Metropoliti
- Olivier Elzéar Mathieu (4. december 1915-26. oktober 1929)
- James Charles McGuigan (31. januar 1930-22. december 1934)
- Peter Joseph Monahan (26. junij 1935-6. maj 1947)
- Michael Cornelius O'Neill (4. december 1947-26. september 1973)
- Charles Aimé Halpin (24. september 1973-16. april 1994)
- Peter Joseph Mallon (9. junij 1995-30. marec 2005)
- Daniel Joseph Bohan (30. marec 2005-danes)